# Staphylea bumalda
Staphylea bumalda là một loài thực vật có hoa trong họ Staphyleaceae. Loài này được DC. miêu tả khoa học đầu tiên năm 1825.